# Joseph Janssens
Joseph Janssens – belgijski strzelec, olimpijczyk.
Wystartował w Letnich Igrzyskach Olimpijskich 1920, gdzie wystąpił w przynajmniej 2 konkurencjach drużynowych i 1 indywidualnej. Zajął m.in. 12. miejsce w karabinie wojskowym stojąc z 300 m drużynowo. W zawodach indywidualnych uplasował się na 5. miejscu – w dogrywce o brązowy medal pokonali go Lawrence Nuesslein i Erik Sætter-Lassen (Belg zdobył 47 punktów, podczas gdy Amerykanin i Duńczyk odpowiednio 56 i 51 punktów).

## Wyniki

### Igrzyska olimpijskie
| Igrzyska       | Konkurencja                               | Wynik            | Miejsce | Źródło |
| -------------- | ----------------------------------------- | ---------------- | ------- | ------ |
| Antwerpia 1920 | Karabin wojskowy leżąc, 300 m, drużynowo  | 264 pkt. (druż.) | 14      | [ 3 ]  |
| Antwerpia 1920 | Karabin wojskowy stojąc, 300 m            | 54 pkt.          | 5       | [ 2 ]  |
| Antwerpia 1920 | Karabin wojskowy stojąc, 300 m, drużynowo | 217 pkt. (druż.) | 12      | [ 1 ]  |